# Micoletzkyia elegans
Micoletzkyia elegans är en rundmaskart som beskrevs av E. Ditlevsen 1926. Enligt Catalogue of Life ingår Micoletzkyia elegans i släktet Micoletzkyia och familjen Phanodermatidae, men enligt Dyntaxa är tillhörigheten istället släktet Micoletzkyia och familjen Phanerodermatidae. Arten är reproducerande i Sverige. Inga underarter finns listade i Catalogue of Life.